# Theo Sundermeier

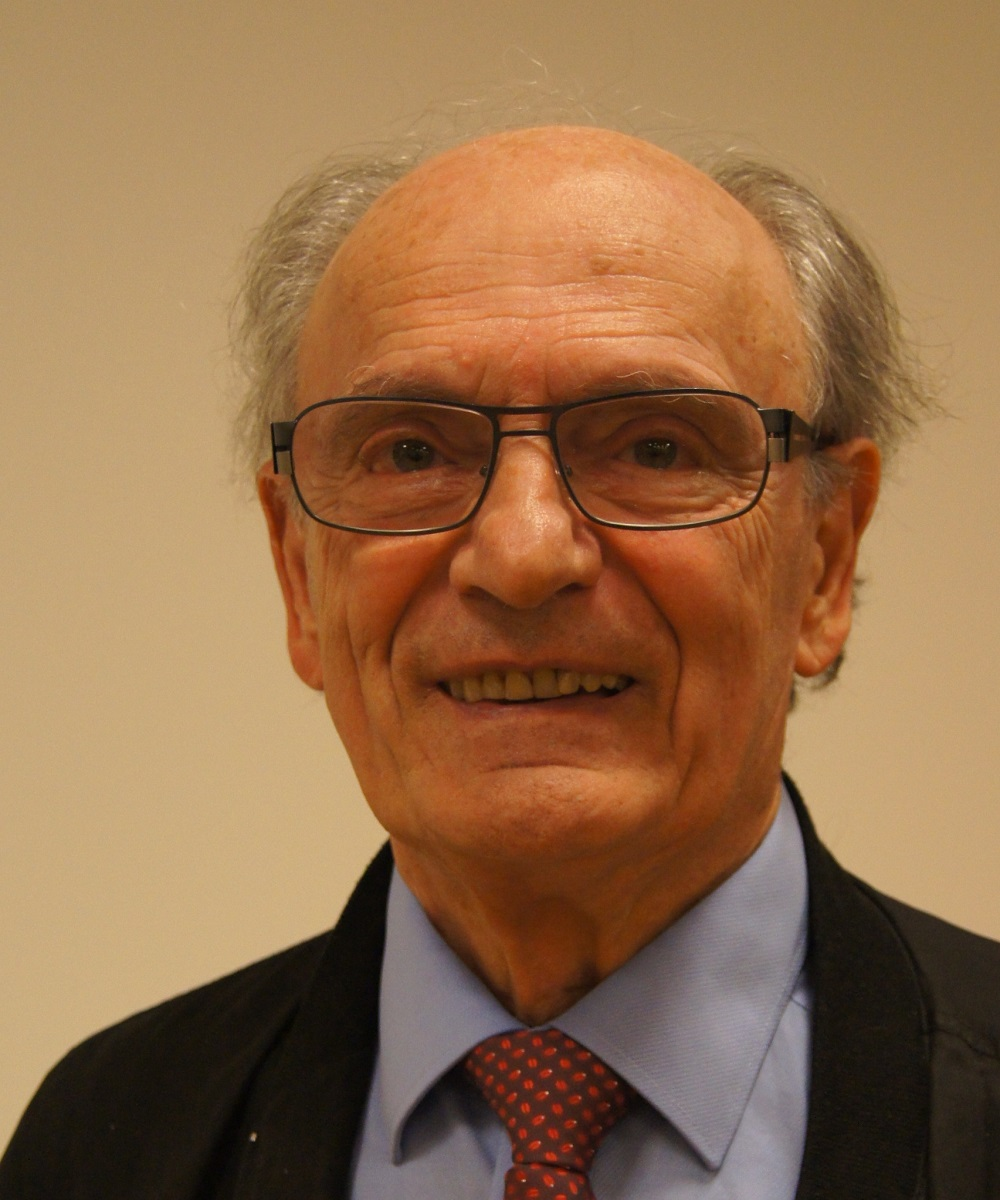
Theo Sundermeier (2018)

Theo Sundermeier (* 12. August 1935 in Bünde) ist ein deutscher evangelischer Theologe. Schwerpunkte seiner Forschung und Lehre sind Missionstheologie, Stammesreligionen, Interkulturelles Verstehen und die Theologie der Religionen.

## Leben
Sundermeier studierte in Bethel und Heidelberg Evangelische Theologie und promovierte in Heidelberg zum Dr. theol. Von 1964 bis 1975 war er Dozent an Theologischen Ausbildungsstätten in Namibia und Südafrika. Von 1975 bis 1983 war Sundermeier Professor für Theologie der Religionsgeschichte an der Universität Bochum und von 1983 bis 2000 Professor für Religionswissenschaft und Missionswissenschaft an der Universität Heidelberg. Zu seinen Schülern gehört Henning Wrogemann.
Sundermeier war Vorsitzender der Deutschen Gesellschaft für Missionswissenschaft (DGMW) von 1990 bis 2004; Vorsitzender der Kammer für Kirchlichen Entwicklungsdienst der EKD von 1976 bis 1987; u. a. Mitglied der International Association of Mission Studies (IAMS), Mitglied der Gesellschaft für Wiss. Theologie, Ehrenmitglied der Association Francophone Ecumenique.
Sundermeier ist Mitherausgeber der Reihe Christliche Kunst weltweit (mit Martin Ott), er war Herausgeber der Reihe Beiträge zur Missionswissenschaft und Interkulturellen Theologie (mit Dieter Becker) sowie Mitherausgeber der Reihe Studien zur Interkulturellen Geschichte des Christentums (mit Richard Friedli u. a.), Mitherausgeber der Missionswissenschaftliche Forschungen, Vorsitzender der Herausgeberkommission der Zeitschrift für Mission sowie Mitherausgeber der Zeitschriften Evangelische Theologie und Theologische Literaturzeitung.

## Werk

### Primäre und sekundäre Religionserfahrung
Grundlegend für die religionswissenschaftliche Arbeit von Theo Sundermeier ist die Unterscheidung zwischen primärer und sekundärer Religionserfahrung. Er hebt damit auf die Wirklichkeitsbewältigung von small-scale-societies ab, in denen Menschen in einem geographisch begrenzten Raum leben, die gleiche Sprache sprechen, in einem bestimmten Verwandtschaftsverhältnis zueinander stehen, die gleichen grundlegenden Kulturtechniken verwenden und durch eine patriarchalische Herrschaftsform miteinander verbunden sind. „Gesellschaft“ und „ethnische Religion“ lassen sich in diesen Gemeinschaften nicht voneinander trennen, sondern gehen eine enge Symbiose ein und prägen die Bild- und Vorstellungswelt. Bei Sundermeier fungieren „Stammesreligionen“ nicht als „survivals“ magischer Formen von Religion (Edward Tylor) oder als „Vorstufen“ (Max Weber) auf dem Weg zu den „Erlösungsreligionen“. Mit seiner These, dass sich die sekundäre Religionserfahrung immer wieder in die primäre Religionserfahrung integriert und an der primären ausrichtet, gibt er den primären Religionen den nach seiner Auffassung angemessenen Platz in der Religionsgeschichte. Nach Sundermeier ist auch die individuelle Entscheidung von Menschen moderner Gesellschaften für eine Welt- oder Erlösungsreligion, die missionarisch Universalität für sich beansprucht und sich als „vera religio“ von falschen Religionen absetzt, nie vom Deuterahmen primärer Religion ablösbar. Durch Selektion, Interpretation, Transformation und Integration primärer Religionserfahrung reichert sich die sekundäre Religionserfahrung mit den Beständen primärer Religionserfahrung an. So können sich etwa christliche Glaubensüberzeugungen auf diese Weise „inkulturieren“ und auch in jeweils neuen Kontexten als lebensfähig erweisen.

### Hermeneutik des Fremden
Die Aufgabe der Wahrnehmung anderer Kulturen und Religionen in ihrer Fremdheit und ohne Nivellierung auf Grund eigener kulturell-religiöser Muster tritt besonders in den späten Arbeiten Sundermeiers hervor. Das Anliegen dieses Ansatzes ist es die Engführungen „klassischer“ Hermeneutik auf das Verstehen von Texten zu überwinden und dafür zu öffnen, dass sich Kulturen in einer Vielfalt von Riten, Symbolen und künstlerischen Darstellungen ausdrücken. Unter partiellem Rückgriff auf Erkenntnisse von Emmanuel Levinas und Erwin Panofsky entwickelt Sundermeier in seiner Hermeneutik ein Modell von „Stufen zum Verstehen des Fremden“. Er unterscheidet dabei die Ebenen der Phänomene, der Zeichen, der Symbole und der Relevanz. Die Haltung der epoché, nach Edmund Husserl ein Sich-Enthalten von Urteilen und ein Wahrnehmen in Distanz, entspricht nach Sundermeier der Ebene der Phänomene. Für die Ebene der Zeichen nennt er die Haltung der Sympathie und die von Bronisław Malinowski entwickelte Form der „teilnehmenden Beobachtung“. Zur Ebene der Symbole gehört nach Sundermeier die Haltung der Empathie und des Sich-Einfühlens im Sinne einer „(Teil-)Identifikation“ und auf der Ebene der Relevanz geht es um die „Konvivenz“ mit dem Fremden. Konvivenz erfordert die Haltung des Respekts und vermeidet bei aller erstrebten Annäherung zugleich jede Form von Angleichung. Die Annahme, den Fremden gänzlich im Sinne eines Einswerdens zu verstehen, bezeichnet Sundermeier als illusionär. Der Vorschlag, Missionswissenschaft als eine „Hermeneutik interkulturellen Verstehens“ zu begreifen, wurde von seinen Schülern und Schülerinnen inzwischen in einer Vielzahl missionswissenschaftlicher und religionswissenschaftlicher Arbeiten aufgegriffen und weiterentwickelt.

### Kunst
Die Vorgehensweise und Relevanz einer „interkulturellen Hermeneutik“ veranschaulicht Sundermeier wiederholt an den Beispielen Kunst und Heilung. In seinen religions- und missionswissenschaftlichen Schriften beschäftigt er sich ausführlich mit den Zeichen und Symbolen afrikanischer und asiatischer Kulturen und Religionen. Seit einigen Jahren hat er diese Untersuchungen auf die Entwicklung der christlichen Kunst von den Ursprüngen im Mittelmeerraum über die Entwicklung in Europa hin zur Entstehung und Entfaltung christlicher Kunst in Afrika, Asien und Lateinamerika ausgedehnt. In seinen jüngeren Veröffentlichungen führt Sundermeier nicht nur in die reiche und unbekannte Bildwelt der Überseeischen Kirchen ein, sondern übersetzt deren Bilder in abendländische Denk- und Verstehensvoraussetzungen, um das Fremde vertraut werden zu lassen. Dabei wird sowohl der religiöse als auch der kulturelle und soziale Hintergrund mit bedacht und erschlossen, vor dem die Bilder sprechen und in den hinein sie wirken wollen. Dem Betrachter wird darin Sinn und Gestalt des zunächst Unvertrauten eröffnet und vertieft.

### Heilung
Nicht nur die verstehende Interpretation fremder Kunstwerke, sondern auch der kulturell bedingte Umgang mit Krankheit und Heilung erfordert die Anwendung einer „Hermeneutik des Fremden“. Mehrere Veröffentlichungen Sundermeiers widmen sich ethnischen bzw. alternativen Medizinsystemen und ihren anthropologischen Grundlagen. Er weist darauf hin, dass für ein ganzheitliches Verständnis von Menschen in ihren kulturellen Bedingtheiten die Fragen von Krankheit und Heilung und ihrer Deutung eine entscheidende Rolle spielen. Das System der westlichen Medizin ist – bei aller Würdigung der großen medizinischen Fortschritte – nur eines unter mehreren. Weltweite Pandemien, explodierende Gesundheitskosten und das Fehlen einer medizinischen Grundversorgung in vielen Ländern verweisen auf die Grenzen der westlichen Schulmedizin und rufen dazu auf, traditionelle Heilungssysteme als Ausdruckssysteme und Erfahrungswelten ihrer jeweiligen Kultur ernst zu nehmen und auf ihre Anwendbarkeit hin zu überprüfen. 

## Schriften (Auswahl)
- Wir aber suchten Gemeinschaft. Kirchwerdung und Kirchentrennung in Südwestafrika. Luther-Verlag [und] Verlag der Evangelisch-Lutherischen Mission, Witten [und] Erlangen 1973.
- Die Mbanderu. Studien zu ihrer Geschichte und Kultur. St. Augustin 1977.
- Interreligiöser Dialog und die „Stammesreligionen“. In: Neue Zeitschrift für Systematische Theologie und Religionsphilosophie 23, 1981, S. 225–237.
- (Hrsg. mit Karl Müller:) Lexikon missionstheologischer Grundbegriffe. Berlin 1987.
- Nur gemeinsam können wir leben. Das Menschenbild schwarzafrikanischer Religionen. Gütersloh 1988.
- (Hrsg.:) Die Begegnung mit dem Anderen. Plädoyers für eine interkulturelle Hermeneutik. Gütersloh 1991.
- (Hrsg.:) Den Fremden wahrnehmen. Bausteine für eine Xenologie. Gütersloh 1992.
- Den Fremden verstehen. Eine praktische Hermeneutik. Göttingen 1996.
- Aufbruch zum Glauben. Die Botschaft der Glasfenster von Johannes Schreiter. Frankfurt 2005.
- Mission – Geschenk der Freiheit. Bausteine für eine Theologie der Mission. Frankfurt 2005.
- Totentänze – Tanz des Lebens (mit Jürgen Moltmann), Frankfurt 2006.
- Religion – was ist das? Religionswissenschaft im theologischen Kontext. Ein Studienbuch. 2. erweiterte Auflage, Frankfurt 2007.
- Christliche Kunst – weltweit. Eine Einführung. Frankfurt 2007.
- Christliche Kunst in Japan und Korea. Frankfurt 2010.